# 山縣伊三郎

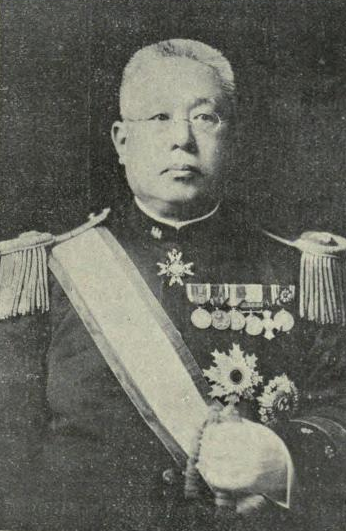
山縣伊三郎

山縣 伊三郎（やまがた いさぶろう、安政4年12月23日〈1858年2月6日〉- 昭和2年〈1927年〉9月24日）は、日本の官僚。元老山縣有朋の養子で公爵を継いだ。旧姓は勝津。妻は加藤弘之の娘の隆子。息子は有道、三郎と養子の有光。

## 略歴
長州藩藩士勝津兼亮と山縣有朋の姉・壽子の間に次男として生まれる。明治維新の立役者の一人であった有朋には三男四女があったが、次女以外夭折して山縣家を継ぐべき子供がいなかったため、甥である伊三郎を養子とした。
ドイツ留学後、内務官僚として徳島県知事、三重県知事、内務省地方局長、内務次官などを歴任した。明治39年（1906年）に第1次西園寺内閣で逓信大臣として入閣。しかし、鉄道建設に関する予算問題をめぐって大蔵大臣の阪谷芳郎と対立した末、明治41年（1908年）1月に逓相を辞任している。同年7月7日、貴族院議員に勅選された。
明治43年（1910年）6月、韓国副統監となり、韓国併合後は朝鮮総督府政務総監となり、中枢院議長も務めた。原敬首相により三・一独立運動後の文官朝鮮総督に擬せられたこともある（実際には海軍大将の斎藤実が就任）。大正11年（1922年）、枢密顧問官に任命。同年、養父有朋の死により公爵を襲爵。大正14年（1925年）1月、仏領インドシナ総督の訪日に対する答礼使としてインドシナに派遣された。
山縣公爵家は息子の山縣有道が継いだ。有道は宮中に仕えて侍従や式部官を務めた。養子の山縣有光は分家として山縣男爵家をたてた。墓所は文京区護国寺。

## 栄典
位階
- 1883年（明治16年）12月25日 - 正七位[2][3]
- 1884年（明治17年）10月3日 - 従五位[2][4]
- 1891年（明治24年）6月16日 - 正五位[2][5]
- 1896年（明治29年）6月20日 - 従四位[2][6]
- 1901年（明治34年）6月21日 - 正四位[2][7]
- 1906年（明治39年）3月30日 - 従三位[2]
- 1912年（大正2年）9月10日 - 正三位[2]
- 1921年（大正10年）7月11日 - 従二位[2][8]
- 1927年（昭和2年）9月24日 - 正二位[2][9]

爵位
- 1922年（大正11年）2月28日 - 公爵（襲爵）[2]

勲章等
| 受章年                     | 略綬 | 勲章名                   | 備考 |
| -------------------------- | ---- | ------------------------ | ---- |
| 1890年（明治23年）3月1日   |      | 大日本帝国憲法発布記念章 |      |
| 1895年（明治28年）6月21日  |      | 勲六等瑞宝章             |      |
| 1897年（明治30年）6月26日  |      | 勲五等瑞宝章             |      |
| 1898年（明治31年）12月28日 |      | 勲四等瑞宝章             |      |
| 1902年（明治35年）12月27日 |      | 勲三等瑞宝章             |      |
| 1906年（明治39年）4月1日   |      | 勲二等旭日重光章         |      |
| 1906年（明治39年）4月1日   |      | 明治三十七八年従軍記章   |      |
| 1909年（明治42年）7月21日  |      | 勲一等旭日大綬章         |      |
| 1912年（大正元年）8月1日   |      | 韓国併合記念章           |      |
| 1915年（大正4年）11月7日   |      | 金杯一組                 |      |
| 1915年（大正4年）11月10日  |      | 大礼記念章（大正）       |      |
| 1918年（大正7年）11月4日   |      | 金杯一組                 |      |
| 1920年（大正9年）11月15日  |      | 金杯一組                 |      |
| 1920年（大正9年）12月23日  |      | 金杯一組                 |      |
| 1921年（大正10年）7月1日   |      | 第一回国勢調査記念章     |      |
| 1926年（大正15年）1月15日  |      | 御紋付銀杯               |      |
| 1927年（昭和2年）9月24日   |      | 旭日桐花大綬章           |      |
| 1927年（昭和2年）9月24日   |      | 帝都復興記念章           |      |

外国勲章佩用允許
| 受章年                    | 国籍                                 | 略綬 | 勲章名                             | 備考 |
| ------------------------- | ------------------------------------ | ---- | ---------------------------------- | ---- |
| 1885年（明治18年）2月10日 | メクレンブルク＝シュヴェリーン大公国 |      | グライヘン勲章リッテルクロイツ     |      |
| 1908年（明治41年）2月24日 | 大韓帝国                             |      | 李花大勲章                         |      |
| 1910年（明治43年）8月28日 | 大韓帝国                             |      | 瑞星大勲章                         |      |
| 1925年（大正14年）4月13日 | フランス共和国                       |      | ドラゴンドランナン勲章グランクロワ |      |

## 親族
- 実父：勝津兼亮 - 長州藩士
- 実母：壽子 - 山縣有朋の姉
- 養父：山縣有朋（1838–1922） - 叔父
- 養母：山縣友子（1851–1893）
- 妻：山縣隆子（1867–1931） -  加藤弘之長女
- 長男：山縣有道（1888–1945） - 公爵
- 次男：早逝
- 三男：山縣三郎（1891–1966）
- 四男：勝津吉朗（1893–？） - 勝津荘太郎の養子
- 六男：山縣五郎（1897–？）
- 七男：山縣七郎（1906–？）
- 長女：山縣清子（1885–？） - 田中文蔵妻
- 次女：早逝
- 三女：山縣寿美子（1894–1972） - 竹屋春光妻
- 養子：山縣有光（1903–1982） - 男爵、船越光之丞の三男
  - 義娘彌生(1911年生、井澤三郎妹[22])
- 養孫 山縣有輔(1933年生[22])
- 養孫彌榮子(1936年生[22])
- 養孫美子(1943年生[22])

## 逸話
1996年から2020年までJR九州・肥薩線を走っていた観光列車「いさぶろう」号は、伊三郎に由来する。伊三郎の逓相在任中に肥薩線が建設され、矢岳第一トンネルの扁額に伊三郎の揮毫が残っていることから命名された（当時鉄道は逓信省の管轄だった）。